# Escaphiella gigantea
Espèce
Escaphiella gigantea est une espèce d'araignées aranéomorphes de la famille des Oonopidae.

## Distribution
Cette espèce est endémique du département de Magdalena en Colombie,.

## Description
Le mâle holotype mesure 3,10 mm et la femelle paratype 3,30 mm.

## Étymologie
Cette espèce est nommée en référence à sa grande taille pour une Oonopidae.

## Publication originale
- Platnick & Dupérré, 2009 : The American goblin spiders of the new genus Escaphiella (Araneae, Oonopidae). Bulletin of the American Museum of Natural History, no 328, p. 1-151 (texte intégral).